# Trasporti in Belgio
Questa voce raccoglie le principali tipologie di trasporti in Belgio.

## Trasporti su rotaia

### Rete ferroviaria
In totale: 3.536 km (dati 1998)
- Scartamento normale (1435 mm): 3.536 km, 2.950 dei quali elettrificati
- Gestore nazionale: Nationale Maatschappij der Belgische Spoorwegen (NMBS) o Société Nationale des Chemins de fer Belges (SNCB)
- Collegamento a reti estere contigue
  - presente
    - con stesso scartamento (1435 mm): Francia, Germania, Lussemburgo e Paesi Bassi.

### Reti metropolitane
La metropolitana è presente soltanto a Bruxelles dal 1976 ed è gestita dalla STIB.

### Reti tranviarie

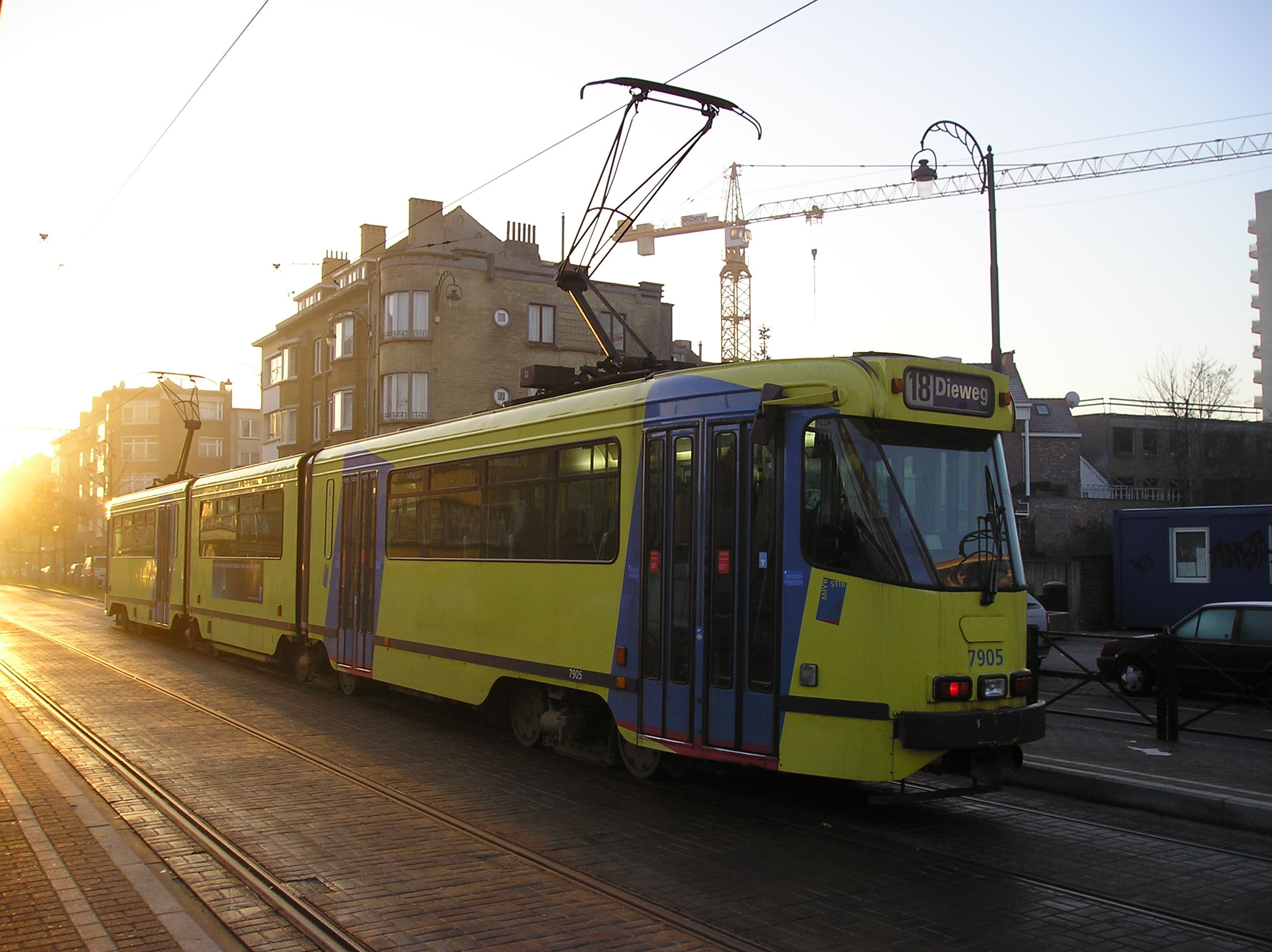
STIB: tram snodato "PCC" n. 7905 a Bruxelles sulla linea 18

Il servizio tranviario, a trazione elettrica, è attualmente presente nelle seguenti città, dove assume caratteristiche prevalenti di metropolitana leggera (in parentesi il gestore):
- Anversa (De Lijn)
- Bruxelles (STIB)
- Charleroi (TEC)
- Gand (De Lijn)

## Trasporti su strada

### Rete stradale
In totale: 149.018 km (dati 2002)
- autostrade: 1.729 km: in Belgio sono riconoscibili dalla lettera maiuscola "A" seguita da un numero, anche se è molto usata anche la classificazione europea ("E" seguita da un numero)
- strade regionali: 12.610 km
- altre: 134.679 km.

### Reti filoviarie

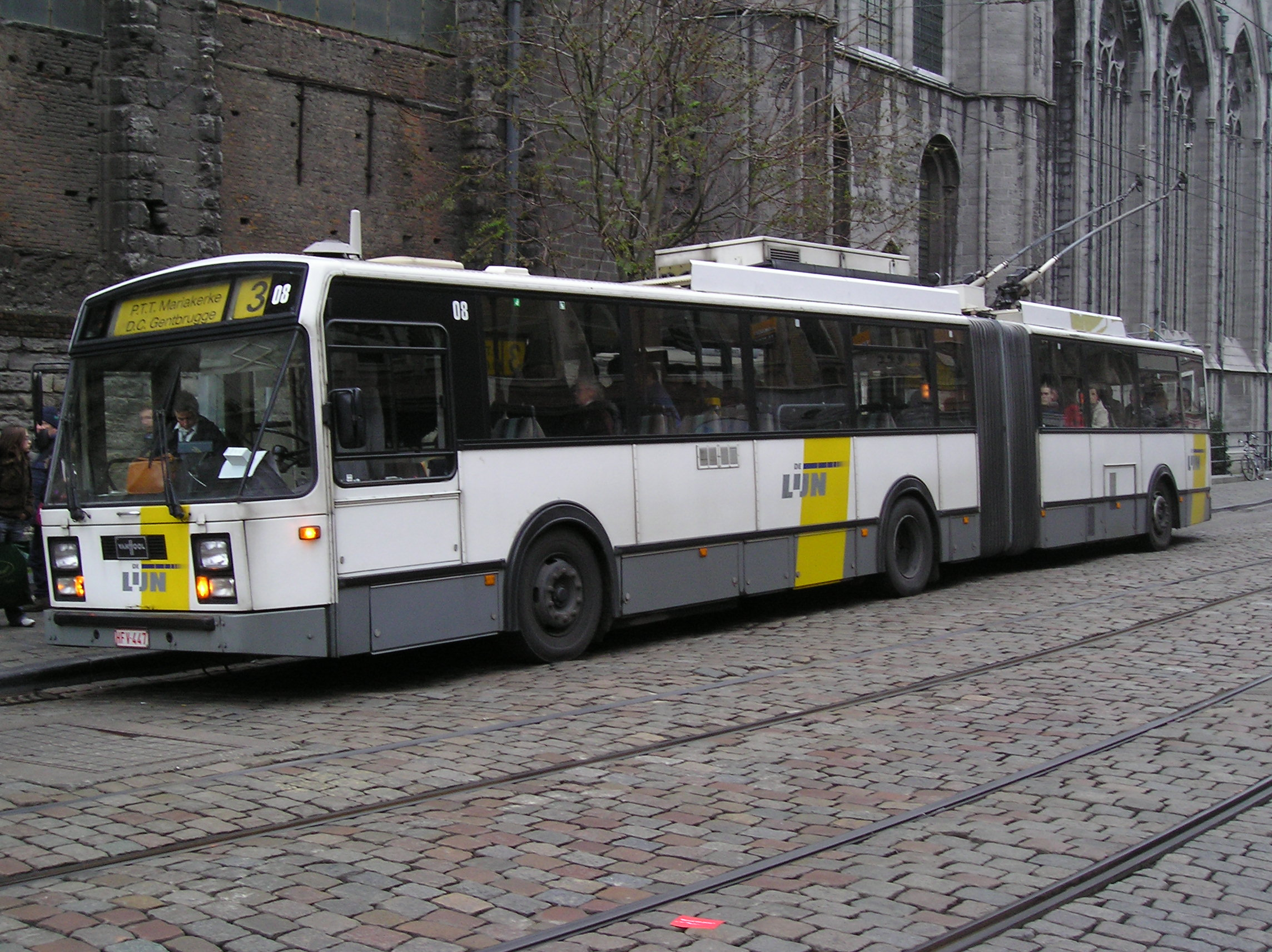
Gand: filosnodato "De Lijn" Van Hool AG280T n. 08 sulla linea 3

Attualmente in Belgio esistono bifilari soltanto nella città di Gand (De Lijn).

### Autolinee
In tutte le città e zone abitate del Belgio sono presenti aziende pubbliche e private che gestiscono trasporti - urbani, suburbani, interurbani e turistici - esercitati con autobus.

## Trasporti aerei

### Aeroporti
In totale: 42 (dati 1999)
a) con piste di rullaggio pavimentate: 24
- oltre 3047 m: 6
- da 2438 a 3047 m: 8
- da 1524 a 2437 m: 3
- da 914 a 1523 m: 1
- sotto 914 m: 6

b) con piste di rullaggio non lastricate: 18
- oltre 3047 m: 0
- da 2438 a 3047 m: 0
- da 1524 a 2437 m: 0
- da 914 a 1523 m: 2
- sotto 914 m: 16.

### Eliporti
In totale: 1 (dati 1999).

## Idrovie
Il Belgio dispone di 2.043 km di acque interne, 1.532 dei quali usate per fini commerciali (dati 1997)

### Porti
- Anversa
- Bruges
- Bruxelles
- Gand
- Liegi
- Ostenda